# 大排竹
大排竹，是臺灣臺南市白河區的一個傳統地域名稱，位於該區西部中央凸出部分的北側。相較於今日行政區，其範圍大致包括大竹里不含東北部、永安里北部中央凸出部分的西北大半部、庄內里西北部邊界地帶、昇安里西南部凸出部分的西部。
本地區境內主要聚落為大排竹、下庄仔、竹圍仔，其中大排竹聚落設有大竹國小。另外，白河國中的一小部分位於本地區東部邊界地帶。

## 歷史
台灣日治初期，大排竹地區為一街庄，稱為「大排竹庄」（舊制街庄），隸屬於下茄苳北堡。該庄昔日西北邊及北邊西段與土溝庄為鄰，北邊東段與海豐厝庄為鄰，東邊為埤仔頭庄，南邊為店仔口街、頂秀祐庄、本協庄，西邊為下茄苳庄。
1901年（日治明治三十四年）11月11日，全台廢縣廳改設二十廳，該庄隸屬於鹽水港廳。1904年（明治三十七年）4月1日，該庄編入「海豐厝區」，隸屬於鹽水港廳。1906年（明治三十九年）4月1日，鹽水港廳內管轄區域調整，該庄仍隸屬於「海豐厝區」。1909年（明治四十二年）10月25日，全台合併二十廳為十二廳，海豐厝區改隸屬於嘉義廳。1920年（大正九年）10月1日，全台地方制度大改正，廢十二廳改設五州二廳，該庄改制為「大排竹」大字，隸屬於臺南州新營郡白河庄（新制街庄）。1943年10月，白河庄升格為白河街。
戰後白河街改制為白河鎮，隸屬於臺南縣，大字亦改制為里。1950年（民國39年）10月25日，雲、嘉、南分治，白河鎮仍隸屬於臺南縣。2010年（民國99年）12月25日，臺南縣、市合併為直轄臺南市，白河鎮改制為白河區。

## 聚落
本地區發展較早的聚落為大排竹、下庄仔、竹圍仔，在日治期初期的官方地圖上已有記載。

## 交通
市道165號是後庄至官田的道路，經過本地區最南端，為白河市區外環道的一部分。由該道路（大方向）北行繞過白河市區北側可前往嘉義縣水上鄉東部、中埔鄉西部下六地區的後庄，並止於省道台18線路口；南行繞過白河市區西側及南側可前往東山區、六甲區、官田區，並止於省道台1線路口。
市道172甲線是後壁至白河的道路，經過本地區西南部。由該道路西行可前往後壁區下茄苳地區，並止於台鐵後壁車站前的省道台1線路口；東行可前往白河市區，並止於市道165號路口。
區道南89線是三角潭至白河的道路，其南側端點位於本地區最南端的市道165號路口，由此向北可經過大排竹聚落。
區道南91線是嘉田至白河的道路，其南側端點位於本地區最南端的市道165號路口，由此向北北西可經過大排竹、下庄仔兩聚落之間。
區道南92線是竹圍子至溪洲的道路，經過本地區竹圍仔、下庄仔、大排竹等聚落。

## 學校
- 白河國中（西北側一小部分，其餘位於本地區東鄰埤子頭地區境內）
- 大竹國小